# セラニポージ
セラニポージ（Serani Poji）は、日本の音楽ユニット。

## 来歴
当初はセガのドリームキャスト用ゲームソフト『ROOMMANIA＃203』ゲーム音楽のための企画ユニットとして結成。同作の主人公・ネジタイヘイのお気に入りである架空のアーティストという設定であったが、ゲーム発売に先駆けて1999年にCDデビューしている。ユニット名は「架空の女の子の名前」を由来としている。
プロデュースは、アルバム『ワンルームサバイバル』までを福富幸宏が、それ以降はゲームの原案担当でもあるササキトモコが手掛けている。
PlayStation 2向け移植版『ROOMMANIA#203』および続編『ニュールーマニア ポロリ青春』でも引き続き作品中の音楽を担当。
2004年9月に「冬眠」という名目で活動休止。
2009年に、ササキトモコ自らボーカルとなりMySpace上で新曲2曲を公開し活動再開、2010年3月にアルバム『メリーゴーラウンドジェイルハウス』をリリース。
2017年、東京ゲームショウ2017のセガゲームスブースにおいて、『ROOMMANIA#203』をオマージュした新作ゲーム「project one-room（仮）」の発表と共にセラニポージの再始動が明かされ、ステージイベント内および作品ティザーサイトにて新曲が公開されたが、その後諸問題によりゲームは開発中止となった。
2023年頃より、主に米国を中心に楽曲がYouTubeやSNSなどに使用されるブームが起こった事を受け、同年12月13日に「ぴぽぴぽ」を1.2倍速にした「pipo pipo（Sped Up Version）」が配信限定シングルでリリース。
2024年1月6日付の米国『Billboard』にて「スマイリーを探して」がTikTokチャートTop50にランクイン。3月6日に『ワンルームサバイバル』のアナログレコード（LP）盤をリリース。

## メンバー
- ササキトモコ（東京ハイジ） - ボーカル（『メリーゴーラウンドジェイルハウス』以降）、キーボード、作詞、作曲、プロデュース

### 旧メンバー
- ゆきち（CECIL） - ボーカル（『まなもぉん』まで）
- 東野佑美 - ボーカル（『ワンルームサバイバル』〜『オチャメカン』まで）

## ディスコグラフィー

### アルバム
非売品